# شهرستان روژینتسی
شهرستان روژینتسی (به بلغاری: Ruzhintsi Municipality) یک شهرستان در بلغارستان است که در استان ویدین واقع شده‌است. شهرستان روژینتسی ۲۳۲ کیلومتر مربع مساحت و ۴٬۸۹۰ نفر جمعیت دارد.